# Операция «Вояка»
Операция «Вояка» (нем. Unternehmen Haudegen) — название немецкой операции во время Второй мировой войны по установке метеорологических станций на Шпицбергене.
Её участники стали последними немецкими военнослужащими, сдавшимися после завершения активных боевых действий Второй мировой войны в Европе.

## История
В сентябре 1944 года вместе с судном снабжения «Карл Дж. Буш» подводная лодка U-307 перевезла участников операции на Шпицберген. Метеорологическая станция была активна с 9 сентября 1944 по 4 сентября 1945 года.
Расчёт станции составлял 11 человек под командованием зондерфюрера Вильгельма Деге.
Станция занималась кодированными передачами метеоданных в норвежский порт Тромсё. Потеряла радиосвязь с немецкими радистами в мае 1945 года, после чего передавала сведения открытым текстом. 4 сентября 1945 года военнослужащие Германии были обнаружены норвежским судном охотников на тюленей «Blåsel» и капитулировали перед их капитаном. Сам Деге, подписав капитуляцию, положил на стол норвежского капитана свой пистолет и сдался.